# Samy Bourard
Samy Bourard (Liegi, 29 marzo 1996) è un calciatore belga, centrocampista dell'Oțelul Galați.

## Caratteristiche tecniche
È un centrocampista offensivo.

## Carriera

### Club
Cresciuto nel settore giovanile dell'Anderlecht fra il 2013 ed il 2016 ha disputato 23 incontri in UEFA Youth League segnando complessivamente 6 reti. Acquistato nel 2016 dal Sint-Truiden, in vista della stagione 2017-2018 è stato promosso in prima squadra ed il 4 novembre ha debuttato disputando l'incontro di Pro League pareggiato 4-4 contro l'Eupen.
Poco impiegato anche per via di alcuni infortuni, l'ultimo giorno del mercato estivo del 2018 è stato acquistato dall'Eindhoven. Dopo una prima parte di stagione in cui è stato utilizzato principalmente da subentrante, a partire da gennaio 2019 si è ritagliato un posto fra i titolari segnando anche la sua prima rete nel corso dell'incontro vinto 3-1 contro il Volendam.
Il 22 giugno 2020 è stato acquistato a titolo definitivo dall'ADO Den Haag, con cui ha firmato un contratto biennale.

### Nazionale
Ha giocato nella nazionale belga Under-17.

## Statistiche
Statistiche aggiornate al 6 dicembre 2020.

### Presenze e reti nei club
| Stagione            | Squadra             | Campionato          | Campionato | Campionato | Coppe nazionali | Coppe nazionali | Coppe nazionali | Coppe continentali | Coppe continentali | Coppe continentali | Altre coppe | Altre coppe | Altre coppe | Totale | Totale | Totale |
| Stagione            | Squadra             | Comp                | Pres       | Reti       | Comp            | Pres            | Reti            | Comp               | Pres               | Reti               | Comp        | Pres        | Reti        | Pres   | Reti   |        |
| ------------------- | ------------------- | ------------------- | ---------- | ---------- | --------------- | --------------- | --------------- | ------------------ | ------------------ | ------------------ | ----------- | ----------- | ----------- | ------ | ------ | ------ |
| 2017-2018           | Sint-Truiden        | D1                  | 3+2        | 0          | CB              | 0               | 0               |                    | -                  | -                  |             | -           | -           | 5      | 0      |        |
| 2018-2019           | Eindhoven           | 1D                  | 31         | 4          | CO              | 1               | 0               |                    | -                  | -                  |             | -           | -           | 32     | 4      |        |
| 2019-2020           | Eindhoven           | 1D                  | 28         | 9          | CO              | 3               | 4               |                    | -                  | -                  |             | -           | -           | 31     | 13     |        |
| Totale FC Eindhoven | Totale FC Eindhoven | Totale FC Eindhoven | 59         | 13         |                 | 4               | 4               |                    | -                  | -                  |             | -           | -           | 63     | 17     |        |
| 2020-2021           | ADO Den Haag        | ED                  | 9          | 1          | CO              | 1               | 0               |                    | -                  | -                  |             | -           | -           | 10     | 1      |        |
| Totale carriera     | Totale carriera     | Totale carriera     | 73         | 14         |                 | 5               | 4               |                    | -                  | -                  |             | -           | -           | 78     | 18     |        |